# Richard van Rijssen

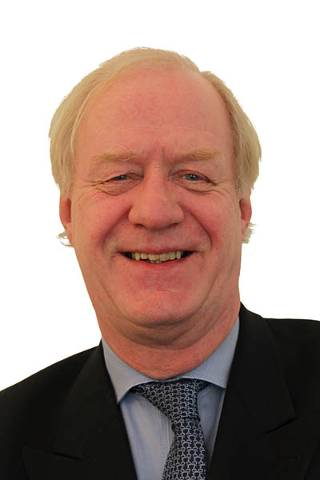
Richard van Rijssen

Richard van Rijssen (* 11. Mai 1953 in Deventer) ist ein niederländischer Diplomat. Er war der niederländische Botschafter in Norwegen und war von 2013 bis 2017 niederländischer Botschafter in der Slowakei.

## Leben
Richard van Rijssen machte 1971 sein Abitur an der Hogereburgerschool Rijks HBS in Deventer und graduierte 1979 in Rechtsphilosophie, Zivilrecht und Internationale Beziehungen an der Reichsuniversität Groningen; in den letzten beiden Jahren war er dort Forschungsassistent. Er absolvierte die École nationale d’administration in Paris.
Richard van Rijssen ist verheiratet und hat einen Sohn.

## Diplomatische Einsätze

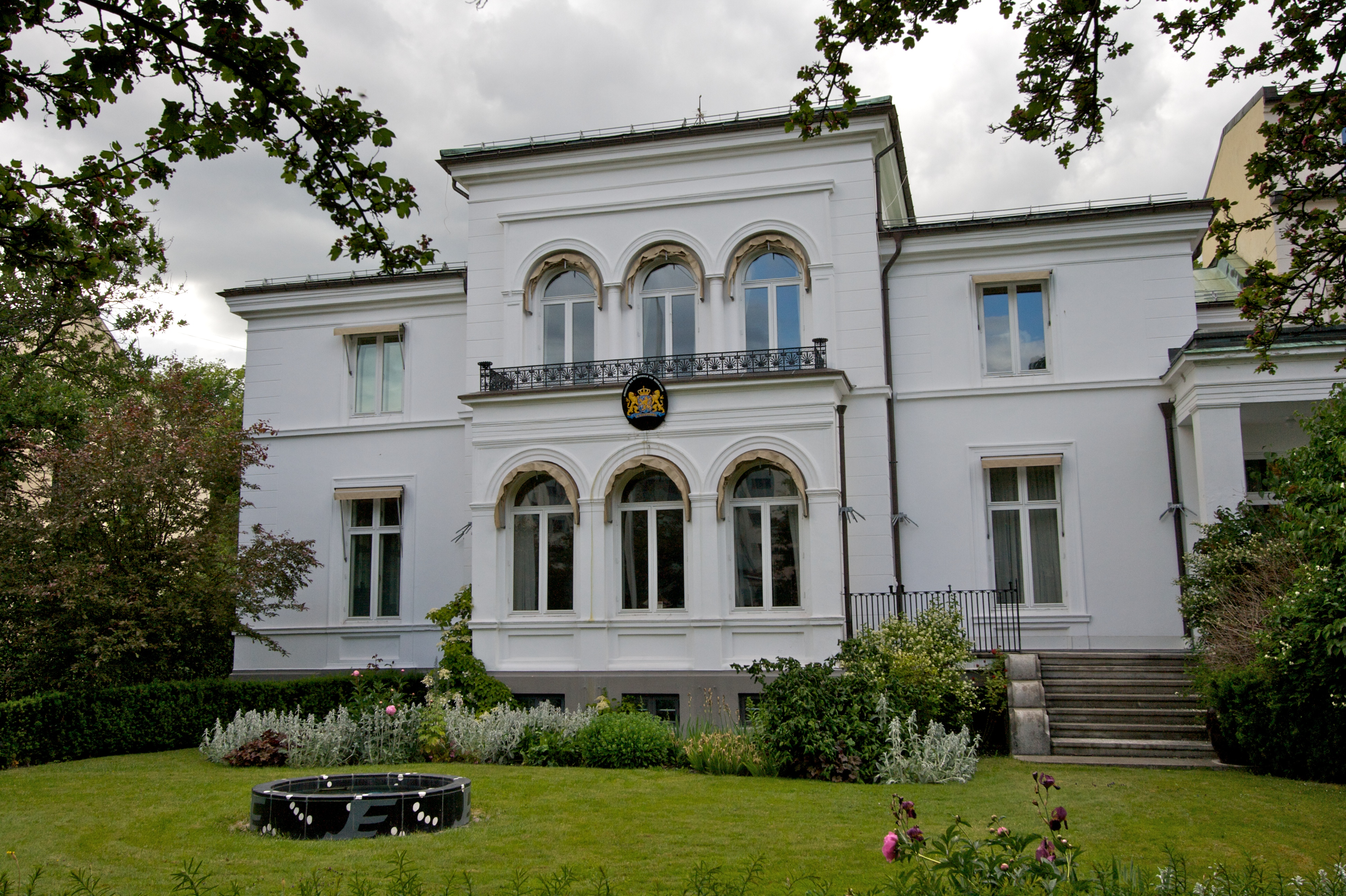
Die niederländische Botschaft in Oslo, 2009

Seit 1979 arbeitet Richard van Rijssen für das niederländische Außenministerium. Seine ersten Auslandseinsätze führten ihn an die Ständige Vertretung der Niederlande beim Europarat in Straßburg sowie an die Botschaften in Algier und Washington, D.C. Von 1995 bis 1999 war er Botschaftsrat an der Ständigen Vertretung der Niederlande bei den Vereinten Nationen in Genf und dort Vorsitzender und Sprecher (Chairman-Rapporteur) der Arbeitsgruppe zur Vorbereitung des Ständigen Forums für indigene Angelegenheiten, das im Jahr 2002 seine erste Sitzung hatte. Von 1999 bis 2001 war er Leiter der Abteilung für Wirtschaft, Politik, Presse und Kultur an der Botschaft in Bangkok, von 2001 bis 2006 arbeitete er für die Handelsabteilung des niederländischen Wirtschaftsministeriums in Den Haag, ab 2002 als Leiter dieser Abteilung. Von 2006 bis 2008 war er stellvertretender Missionschef der Botschaft in Washington und von 2008 bis 2009 Projektmanager in Sicherheitsfragen am Außenministerium in Den Haag.
2009 wurde er zum niederländischen Botschafter in Oslo berufen. Als Botschafter in Norwegen war er mitakkreditiert für Island. 2013 wurde er von Bea ten Tusscher abgelöst. Von September 2013 bis Juni 2017 war Richard van Rijssen als Nachfolger von Daphne Bergsma niederländischer Botschafter in Bratislava. Sein Nachfolger in der Slowakei ist Henk van der Kwast.

## Auszeichnungen
- 1980: Inhuldigingsmedaille
- 1999: Human Rights Award des International Service for Human Rights für seine Arbeit in Genf
- 2010: Großkreuz des Norwegischen Verdienstordens[2]
- 2017: Slowakischer Golden Plaque Award[3]